# Coefficient de dilatation

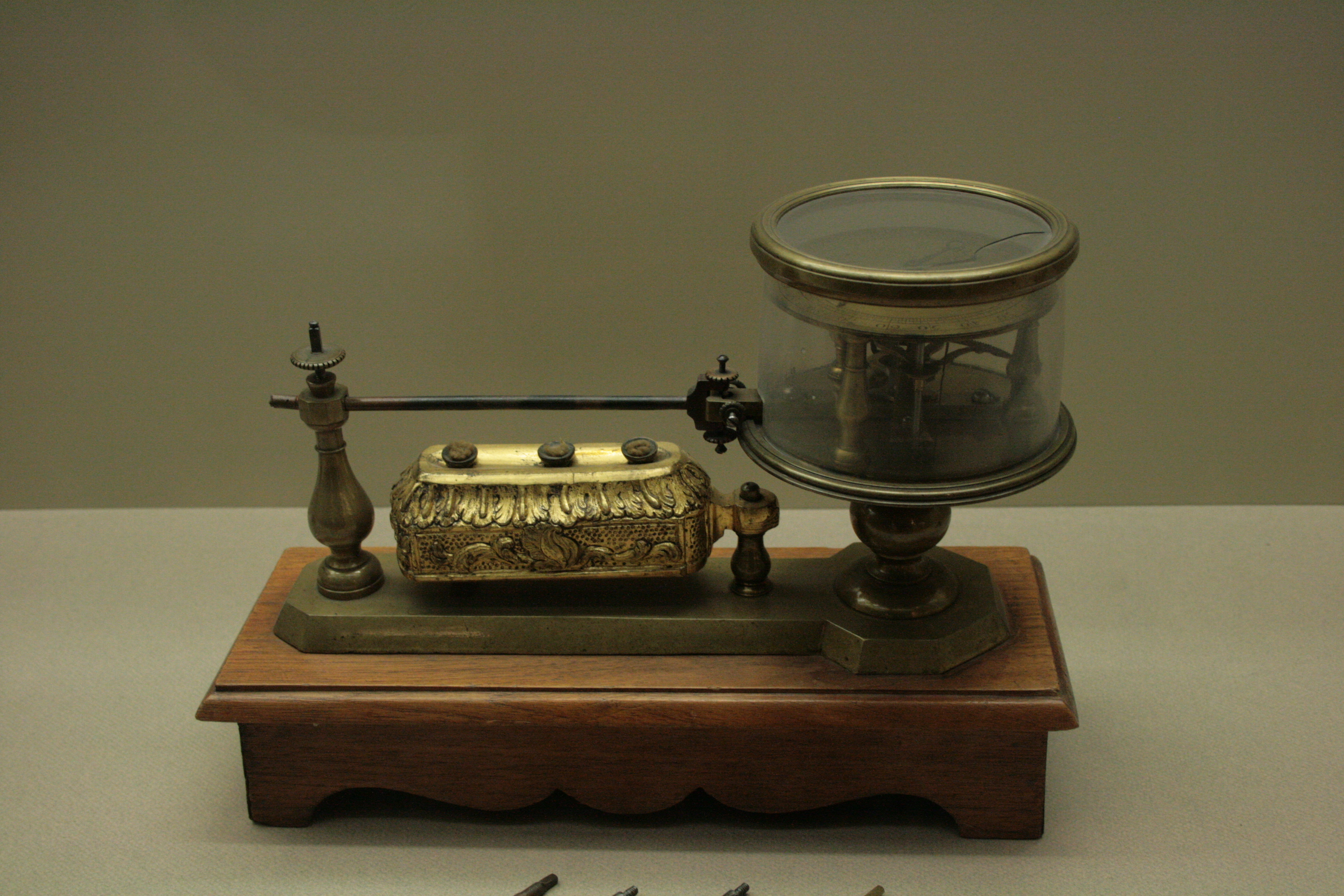
Dilatomètre ancien : un outil pour mesurer les dilatations.

Le coefficient de dilatation mesure l’augmentation relative du volume (coefficient volumique) ou d’une dimension (coefficient linéique) d’un système ou d’une matière lorsque l’on ne fait varier qu’un seul paramètre, en général la pression ou la température, mais également la concentration.

## Coefficient de dilatation thermique isobare
Le coefficient de dilatation thermique isobare donne l’augmentation relative de dimension ou de volume en fonction de l’augmentation de la température lorsque la pression reste constante. On le note le plus souvent {\displaystyle \alpha } pour la dimension (lettre grecque alpha, coefficient linéique) et {\displaystyle \beta } pour le volume (lettre grecque bêta, coefficient volumique).
Ces deux coefficients se définissent par les relations :
{\displaystyle \alpha ={1 \over L}\left({\partial L \over \partial T}\right)_{P}} et {\displaystyle \beta ={1 \over V}\left({\partial V \over \partial T}\right)_{P}}
avec {\displaystyle \beta =3\,\alpha }  pour un matériau isotrope (dont les propriétés sont identiques dans toutes les directions).
On obtient par conséquent les formes différentielles :
- {\displaystyle \mathrm {d} L=\alpha \,L\,\mathrm {d} T-{1 \over 3}\,\chi _{T}\,L\,\mathrm {d} P} (pour un matériau isotrope) ;
- {\displaystyle \mathrm {d} V=\beta \,V\,\mathrm {d} T-\chi _{T}\,V\,\mathrm {d} P}.

avec :
- {\displaystyle P} la pression ;
- {\displaystyle T} la température ;
- {\displaystyle L} la dimension (longueur, largeur, hauteur, diamètre, …) ;
- {\displaystyle V} le volume ;
- {\displaystyle \chi _{T}} la compressibilité isotherme, inverse du module d'élasticité isostatique.

Pour un matériau anisotrope, on a jusqu’à trois coefficients linéiques différents selon la direction ({\displaystyle \alpha _{1}}, {\displaystyle \alpha _{2}} et  {\displaystyle \alpha _{3}}), et {\displaystyle \beta =\alpha _{1}+\alpha _{2}+\alpha _{3}}.

## « Coefficient de dilatation » isochore
Ce coefficient donne l'augmentation relative de la pression en fonction de l'augmentation de la température lorsque le volume reste constant. Mais cette dénomination n'est pas appropriée et doit être évitée au profit de coefficient d'augmentation de pression isochore.

## Coefficient de dilatation en fonction de la concentration
Une différence de concentration {\displaystyle C} dʼun soluté peut entraîner, par une différence de masse volumique ou un gonflement, une variation de volume et de dimension. On définit :
{\displaystyle \alpha ^{*}={1 \over L}\left({\partial L \over \partial C}\right)_{P}}
{\displaystyle \beta ^{*}={1 \over V}\left({\partial V \over \partial C}\right)_{P}}
Un exemple courant est lʼabsorption dʼeau par les matériaux hygroscopiques tels que le bois, le coton, la laine et les polymères. On parle dans ce cas de coefficient de dilatation hygrique, défini soit par rapport à la teneur en eau dans le matériau, soit par rapport à lʼhumidité relative. Cet effet se constate aussi sur des matériaux exposés aux vapeurs dʼautres substances volatiles (éthanol, acétone…).
La relation entre ces coefficients est identique au cas de la dilatation thermique : {\displaystyle \beta ^{*}=3\alpha ^{*}} (matériau isotrope) et {\displaystyle \beta ^{*}=\alpha _{1}^{*}+\alpha _{2}^{*}+\alpha _{3}^{*}} (matériau anisotrope, par exemple le bois).

## Cas des gaz parfaits
Pour les gaz parfaits, le coefficient de dilatation thermique isobare vaut {\displaystyle \beta ={\frac {1}{T}}}.
Démonstration
Par définition on a {\displaystyle \beta ={1 \over V}\left({\partial V \over \partial T}\right)_{P}}. D'après la loi des gaz parfaits {\displaystyle V={\frac {nRT}{P}}}, avec {\displaystyle R} la constante universelle des gaz parfaits, d'où :
{\displaystyle \left({\partial V \over \partial T}\right)_{P}={\frac {nR}{P}}}
On obtient {\displaystyle \beta ={P \over nRT}{nR \over P}={1 \over T}}.

## Rôle du coefficient de dilatation dans la convection naturelle
Ce coefficient de dilatation est souvent utilisé en mécanique des fluides pour décrire un phénomène de convection naturelle, c'est-à-dire un système où les mouvements du fluide considéré sont essentiellement provoqués par un gradient de la densité, soit par variation locale de la température, soit par variation locale de la concentration. En mécanique des fluides, le coefficient {\displaystyle \beta } peut apparaître après une simplification de l'équation de bilan de la quantité de mouvement dans les équations de Navier-Stokes grâce à l'approximation de Boussinesq.
Le coefficient {\displaystyle \beta } ou {\displaystyle \beta ^{*}} (thermique ou massique) apparaît donc au sein d'un nombre sans dimension, le nombre de Grashof (nombre qui caractérise la convection naturelle/libre) au niveau du terme de flottabilité.